# 地球街角アングル
『地球街角アングル』（ちきゅうまちかどアングル）は、NHK衛星第1テレビジョン・NHKワールド・プレミアムで2004年10月29日から2006年4月2日まで放映された、世界各国に住む人々の多彩な活動を追ったドキュメンタリー番組である。「地球ウォーカー」（2003年4月9日 - 2004年10月24日放送）の後継番組である。

## これまで放送された内容
2004年
- 「ビジネス手法でゴミ革命 中国 上海」（10月29日）
- 「新しい出会い 見つけます 上海 結婚相談所」（10月30日）
- 「プエルトリコ故郷の家 ニューヨーク」（10月31日）
- 「国境の天使 アメリカ サンディエゴ」（11月5日）
- 「カンボジアン・ラップ アメリカ ロングビーチ」（11月6日）
- 「ここはアート解放区 ニューヨーク」（11月7日）
- 「パリは今ベビーブーム フランス パリ」（11月12日）
- 「レトロな地下鉄が好き ニューヨーク」（11月14日）
- 「昔ながらの街並みを守れ シンガポール」（11月19日）
- 「水の自給を目指して ～シンガポール」（11月20日）
- 「教室のない学校 30年の試み ボストン」（11月21日）
- 「日本のマーケットを奪回せよ ニュージーランド 花輸出戦略」（11月26日）
- 「ニュージーランド 自国のワインを守れ 揺れ動くワインビジネス」（11月27日）
- 「ホテルはすてきな“地球村”ネパール・カトマンズ」（11月28日）
- 「雲南に医療を！ 上海ボランティア医師団」（12月3日）
- 「上海青春漂流記 中国新世代アーティスト」（12月4日）
- 「人生はマラソン・パーティー ニューヨーク」（12月5日）
- 「コールセンタービジネス 引き受けます フィリピン マニラ」（12月10日）
- 「元ゲリラ兵士たちが村を変えた フィリピン ミンダナオ島」（12月11日）
- 「舞台裏の魔術師 ニューヨーク」（12月12日）
- 「運河復活は誰のため？ オランダ アムステルダム」（12月17日）
- 「洪水から国を守れ オランダ」（12月18日）
- 「健康はリラックスから ニューヨーク」（12月19日）
- 「ロットラーンで行く バンコク癒やしの旅 タイ・バンコク」（12月28日）
- 「尾長船で行く 水の都 運河の旅 タイ・バンコク」（12月29日）

2005年
- 「三峡ダム移民 上海に生きる」（1月7日）
- 「スタートラインで負けるな！上海・教育フィーバー」（1月8日）
- 「科学の心を育てる ニューヨーク」（1月9日）
- 「エイズと闘う街 中国・広州」（1月14日）
- 「めざせゲーム長者 中国・広州」（1月15日）
- 「“黄金の市場”をねらえ！上海アイドル産業事情」（1月21日）
- 「お年寄りを救え 高齢化する上海」（1月22日）
- 「労働者たちの“企業再生”アルゼンチン」（1月23日）
- 「絶滅寸前の家畜を救え イタリア」（1月28日）
- 「バスケで道を切り開け ニュージャージー州 ジャージーシティー」（1月30日）
- 「幸福産業は急成長 中国・北京」（2月4日）
- 「私も起業します 中国・広州」（2月5日）
- 「真冬の111番地 ニュージャージー州 ジャージーシティ」（2月6日）
- 「タンゴ革命をめざせ ～アルゼンチン～」（2月11日）
- 「君だけに贈る歌 ニューヨーク」（2月12日）
- 「私が映画を撮る理由 ニューヨーク」（2月13日）
- 「人生を決める冬合宿 韓国の全寮制予備校」（2月18日）
- 「ぼくは軍隊に行きます 韓国・チュンチョン」（2月19日）
- 「コメディ・パレスチナ ニューヨーク」（2月20日）
- 「イスラム女性新時代 モロッコ・カサブランカ」（2月25日）
- 「中国産キムチがやってきた 韓国・揺れるキムチ市場」（2月27日）
- 「マンハッタン フィットネス戦争 ニューヨーク」（3月6日）
- 「上海 未来へつなぐ映画の夢」（3月11日）
- 「よみがえる オールド・シャンハイ」（3月12日）
- 「また漁に出たい 津波被害 ナムケン村」（3月18日）
- 「もう一度会いたい タイ 津波遺児の日々」（3月20日）
- 「津波被害から立ちあがれ バンダアチェの新聞記者」（4月2日）
- 「復興は祈りの中に バンダアチェ」（4月3日）
- 「ロシア街のバレエ団 ニューヨーク（アメリカ）」（4月3日）
- 「医師がいなくなる フィリピン・看護師出稼ぎの陰で」（4月9日）
- 「英語キッズが未来を担う 韓国 過熱する英語教育」（4月10日）
- 「新アメリカ移民事情 ニューヨーク」（4月10日）
- 「マンション・ラッシュ ベトナム 外資が狙う高級不動産」（4月16日）
- 「10歳の進学戦争 ベトナム・ホーチミン」（4月17日）
- 「そして息子は戦死した ニューヨーク」（4月17日）
- 「二つの祖国の間で ベトナム 揺れる越僑たち」（4月23日）
- 「歌で子どもたちを癒やしたい ベトナム ヴィ先生の音楽学校」（4月24日）
- 「ヨーロッパ最後の壁 ～キプロス～」（4月30日）
- 「マフィアと闘う イタリア・シチリア」（5月1日）
- 「スペシャル・子どもたちに未来はあるか」（5月3日）
- 「スペシャル・逆境に生きる」（5月3日）
- 「スペシャル・津波 その恐怖と悲しみを越えて」（5月3日）
- 「売れる商品探します！義烏・中国最大の雑貨市場」（5月7日）
- 「四合院に住みたい 北京・不動産事情」（5月8日）
- 「私はMANGA作家 ニューヨーク」（5月8日）
- 「過熱するコーヒービジネス ベトナム・ホーチミン」（5月14日）
- 「日韓友情年 音楽交流のゆくえ」（5月15日）
- 「団地を守る“おばあちゃんパトロール隊”中国・西安」（5月21日）
- 「夢は世界へ 西安 青年旅館の若者たち」（5月22日）
- 「めざせ！ミュージカル作曲家 ニューヨーク」（5月22日）
- 「これがわれらの食文化 ホットドッグ新事情」（5月29日）
- 「祖国にささげる歌 カンボジアン・ラップ2」（6月4日）
- 「ハリウッド音のマエストロ ロサンゼルス」（6月5日）
- 「週末は里親に フランス・パリ」（6月11日）
- 「忘れられたサッカー選手 フランス・パリ」（6月12日）
- 「進化する恐竜研究 ニューヨーク」（6月12日）
- 「インターネット新聞は社会を変えるか？韓国・ソウル」（6月18日）
- 「映画史の空白を埋める 韓国・ソウル」（6月19日）
- 「自立をめざす生徒たち アスペルガー症候群への取り組み」（6月19日）
- 「ビジネスは世のため人のため ～イギリス・ロンドン～」（6月25日）
- 「国境を越える医療ビジネス シンガポール」（6月26日）
- 「サラエボに吹く観光の新風 ボスニア・ヘルツェゴビナ」（7月2日）
- 「こだわりのウェディング ニューヨーク」（7月3日）
- 「“打工者”の心を歌う 中国・北京」（7月9日）
- 「故郷の村を豊かに 富豪の挑戦 中国・山東省」（7月10日）
- 「伝統の織物で世界を目指せ ラオス・ラハナム村」（7月16日）
- 「守れるか？世界遺産・ルアンプラバン  ラオス」（7月17日）
- 「都会の木々を守る ニューヨーク」（7月17日）
- 「“命の薬”が遠のく インド 特許法改正」（7月23日）
- 「ロックで世界を救おう ニューヨーク」（7月24日）
- 「心支える入れ墨寺 タイ・ナコンパトム」（7月30日）
- 「大リーグが街にやってきた アメリカ・ワシントン」（7月31日）
- 「“タイ”ブランドで世界に バンコク」（8月6日）
- 「森とともに生きる アメリカ・メーン州」（8月7日）
- 「風力発電に未来を託す スペイン」（8月13日）
- 「ハドソン川夏景色 ニューヨーク」（8月14日）
- 「ベルリンのユダヤ人 ドイツ」（9月11日）
- 「失業者たちの老人介護 中国・大連」（9月17日）
- 「サルサの町を歩く ニューヨーク」（9月18日）
- 「コーヒーで国造り 東ティモール・マウベシ」（9月24日）
- 「今に生きるビートルズ イギリス・リバプール」（9月25日）
- 「揺れるパキスタン系移民 ニューヨーク」（9月25日）
- 「ITマハラジャの生まれる街 インド・ハイデラバード」（10月1日）
- 「ボディービルに生きる イラク・バグダッド」（10月2日）
- 「ストリートは私の舞台 ニューヨーク」（10月2日）
- 「安全な水が飲みたい バングラデシュのヒ素汚染」（10月8日）
- 「移住者に希望の未来を オランダ」（10月9日）
- 「僕らのスケートボード・パーク ニューヨーク」（10月9日）
- 「復興へ 希望の工房 タイ 津波被害」（10月15日）
- 「チャイナタウンを救え イギリス・ロンドン」（10月16日）
- 「80歳のヒコーキ野郎 ニューヨーク」（10月16日）
- 「タイ料理を世界の味に」（10月22日）
- 「失業青年をプロのミュージシャンに イギリス・ロンドン」（10月23日）
- 「学校を立て直せ ニューヨーク」（10月23日）
- 「大学は出たけれど 北京・30万人の就職合戦」（10月29日）
- 「ホームレスを救う路上弁護士 イタリア・ボローニャ」（10月30日）
- 「秋の風物詩 カボチャマン ニューヨーク」（10月30日）
- 「北京発 深夜のラジオ 出稼ぎ労働者の叫び」（11月5日）
- 「中高生たちが開く法廷 ニューヨーク」（11月6日）
- 「留学生を呼び込め シンガポール・進む少子化」（11月12日）
- 「ヨーロッパを駆けるトラック野郎 EU加盟2年目のポーランド」（11月13日）
- 「フランス系移民心の歌 アメリカ・ケイジャン音楽」（11月13日）
- 「“シルム”復活を信じて ～韓国相撲の危機」（11月20日）
- 「農業に活路を見いだせ EU加盟2年目のポーランド」（11月20日）
- 「あなたの心を支えたい 心理カウンセラー ニューヨーク」（11月20日）
- 「米軍基地再編に揺れる町 韓国・ピョンテク」（11月26日）
- 「ジュリアードでジャズを学ぶ ニューヨーク」（11月27日）
- 「エイズ 思いやり社会をめざして タイ・チェンマイ」（12月3日）
- 「ショペ先生奮闘記 南アフリカ」（12月4日）
- 「ブルースの故郷で歌う アメリカ・ミシシッピ州」（12月4日）
- 「日本企業が街を変える フランス・バランシエンヌ」（12月11日）
- 「人生を楽しみたい アルツハイマー病への取り組み」（12月11日）
- 「よみがえれ台湾漫画」（12月17日）
- 「活字のぬくもりを届けたい ニューヨーク」（12月18日）

2006年
- 「災害は終わらない アチェ 新聞記者奮闘記」（1月14日）
- 「ロボット騎手がムチを振る カタール・らくだレース」（1月15日）
- 「10代の母を支えて ニューヨーク」（1月15日）
- 「出稼ぎ者の子どもに教育を 中国・北京」（1月21日）
- 「結婚は国の手で アラブ首長国連邦」（1月22日）
- 「イタリアの味家族の心 ニューヨーク」（1月22日）
- 「廃虚が生み出す現代アート 中国 北京」（1月28日）
- 「“心のレストラン”20年間の援助活動 フランス」（1月29日）
- 「めざせ世界のサーカスシティー カナダ モントリオール」（1月29日）
- 「わたしは弁当配達人 インド・ムンバイ」（2月4日）
- 「メダリストを養成せよ シンガポール 国立スポーツ学校」（3月4日）
- 「繁栄を支えるインド人 アラブ首長国連邦・ドバイ」（3月5日）
- 「踊り続けたい ニューヨーク」（3月5日）
- 「ネットが結ぶ老後の人生 ドイツ」（3月12日）
- 「飛び出せ ファンタジー ニューヨーク」（3月12日）
- 「これが僕らのダンスだ ニューヨーク」（3月12日）
- 「サッカーで再起を目指す イギリス・ロンドン」（4月2日）